# Xu Wenli
Dies ist ein chinesischer Name; der Familienname ist Xu (徐).

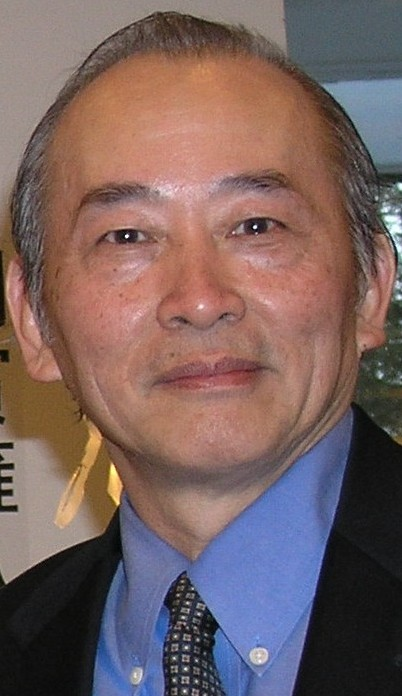
Xu Wenli an der Princeton University in USA

Xu Wenli (Chinesisch: 徐文立, * 9. Juli 1943) ist aus Anqing, das im Südosten der Provinz Anhui, Volksrepublik China liegt. Xu ist einer der Führer der Demokratischen Partei Chinas, er organisierte und nahm an der Bewegung Mauer der Demokratie teil und fungierte als Chefredakteur der Zeitschrift April Fifth Forum. Xu wurde zweimal von der chinesischen Regierung verhaftet und zu insgesamt 28 Jahren Gefängnis verurteilt, von denen er 16 abbüßte. Aufgrund seiner Arbeit wurde er 1999 für den Friedensnobelpreis nominiert. Nach seinem Exil in die Vereinigten Staaten am 24. Dezember 2002, erhielt Xu einen Ehrendoktortitel von der Brown University und arbeitete danach am Watson Institute for International Studies als wissenschaftlicher Mitarbeiter.

## Leben und Inhaftierung
Xu Wenli wurde am 9. Juli 1943 im Landkreis Anfu, Provinz Jiangxi in der Volksrepublik China, während des Zweiten Japanisch-Chinesischen Krieges, geboren. In den Jahren 1964 bis 1969 diente Xu bei der Navy der Volksbefreiungsarmee. Nach seiner Entlassung arbeitete Xu von 1969 bis 1981 bei der Pekinger Eisenbahngesellschaft. 1977 bewarb er sich bei der Journalistenabteilung der Pekinger Universität.
Als wichtiger Organisator und aktiver Teilnehmer spielte Xu in den späten 1970er Jahren eine wichtige Rolle bei der chinesischen Bewegung Mauer der Demokratie. Er diente als Chefredakteur des April Fifth Forums, der ersten Zeitschrift der demokratischen Bewegung, die privat von Zivilisten geleitet wurde. Die wichtigsten Partner der Zeitschrift waren Zhao Nan und Lv Pu. Unter der Leitung von Xu, wurde das Forum, die am langlebigste zivile Publikation der Mauer-der-Demokratie-Bewegung und veröffentlichte zwischen November 1978 und Januar 1980 insgesamt 17 Ausgaben.
Xu traf sich vom 10. bis 12. Juni 1980, bei der Gründung einer politischen Oppositionspartei mit Wang Xizhe, Sun Weibang und Liu Er'an in Ganjiakou, Peking. Folglich wurde Xu 1981 des Verbrechens der „Organisation von konterrevolutionären Gruppen“ für schuldig befunden.
Im November 1980 schlug Xu in seinem „Gengshen Reformvorschlag“ eine umfassende Reform der chinesischen Gesellschaft vor. Im Oktober 1979 nahm er an der Organisation und Leitung einer Reihe Veranstaltungen teil, darunter die „Stars“ (Xingxing) Kunstausstellung-Demonstration. Im Jahr 1981 wurde Xu als schuldig befunden, revolutionäre Propaganda und Aufstachelung verbreitet zu haben.
Xu wurde am 9. April 1981 verhaftet, zu 15 Jahren Gefängnis verurteilt und 1982 wurden ihm vier Jahre lang alle Bürgerrechte entzogen.
Xu wurde im Mai 1993 freigelassen. Danach reiste er herum und bereitete sich vor Ideen für die Gründung einer chinesischen Oppositionspartei vorzustellen.
Im November 1997 schlug Xu ein politisches Programm vor, um das Einparteiensystem zu beenden; die Dritte Republik zu gründen; verfassungsmäßige Demokratie wieder aufzubauen; und die Menschenrechte und Freiheit sowie die politische Richtung von „Transparenz, Rationalität, Frieden und Gewaltlosigkeit“ zu schützen. Er gründete zusammen mit Qin Yongmin und Dissidenten aus der ganzen Nation eine chinesische Oppositionspartei. Im November 1998 gründeten Xu, Zha Jianguo, Gao Hongming, He Depu und Liu Shizun die Filialen der Demokratiepartei Chinas in Peking und Tianjin. Er wurde am 30. November verhaftet und zu 13 Jahren Gefängnis verurteilt und ihm wurde drei Jahre lang alle Bürgerrechte entzogen.

## Exil
Im Dezember 2002 hat Chinas Regierung den pro-demokratischen Dissidenten freigelassen und schickte ihn ins Exil und zur ärztlichen Behandlung in die Vereinigten Staaten von Amerika.
Berichten zufolge geschah die Freilassung von Xu Wenli, eine Woche, nach dem Besuch eines amerikanischen Diplomaten, der für Xu plädierte. Xu verbrachte mehr als 16 der letzten 21 Jahre im Gefängnis, weil er sich für Demokratie und Freiheit eingesetzt hatte. Die Freilassung sollte Chinas Wunsch nach guten Beziehungen zu den Vereinigten Staaten darstellen.
Laut John Kamm wurde Xu offiziell Bewährung zur medizinischen Behandlung bewilligt, damit er fortgeschrittene Behandlungen für seine Virenkrankheit in den Vereinigten Staaten bekommen könnte. John Kamm ist Leiter einer amerikanischen Stiftung für Menschenrechte. Er sagte, dass er von der Regierung Chinas autorisiert wurde, diese Freilassung bekanntzugeben.
Philip Reeker, Sprecher des Außenministeriums in Washington, D.C., sagte, dass die Vereinigten Staaten erfreut darüber seien, dass China Xu Wenli auf medizinische Bewährung freigelassen habe. Reeker erklärte, dass die Vereinigten Staaten, verschiedene private Gruppen und Mitglieder des Kongresses China dazu gedrängt hatten, Xu freizulassen.

## Ausführungen 2002 bis 2014
Dezember 2002: Lorne Craner, stellvertretender Staatssekretär für Demokratie, Menschenrechte und Arbeit, kam Anfang Dezember in Peking an, um den offiziellen Dialog über Menschenrechte mit China wieder aufzunehmen. Im Rahmen des ergebnisorientierten Menschenrechtsdialogs der Bush-Administration mit China übergab Craner China eine Liste von Gefangenen, von denen Washington glaubt, dass sie unrechtmäßig eingesperrt worden waren. Unter anderem Xu Wenli, Mitbegründer der in China verbotenen demokratischen Partei, der über 16 der letzten 21 Jahre im Gefängnis verbrachte. Eine Woche nach Craners Rückkehr in die USA, wurde Xu freigelassen und ins Exil in die USA geschickt.
März 2003: Xu Wenli gründete das Caring for China Center (Fürsorgezentrum für China) und ist derzeit der Vorsitzende des Zentrums.
Mai 2003: Im Mai gab Hongkongs Menschenrechts- und Demokratiezentrum bekannt, dass der chinesische Dissident Xu Wenli einen Ehrendoktortitel von der renommierten Brown University in den Vereinigten Staaten erhielt. Diesen Titel bekam er als Anerkennung seiner Bemühungen für Menschenrechte, Gerechtigkeit, Demokratie und Frieden. Xu arbeitete in dem Zeitraum von 2003 bis 2013 als wissenschaftlicher Mitarbeiter am Brown Watson Institute of International Studies (Institut für internationale Studien).
Januar 2004: Xu Wenli begann als Professor am Watson Institute for International Studies der Brown University zu arbeiten. Er unterrichtete ein Seminar über die Geschichte der Mauer der Demokratie und der chinesischen demokratischen Partei.
Dezember 2004: Xu Wenli gründete das Hauptquartier der chinesischen Demokratischen Partei im Exil und ist Generalbevollmächtigter des Hauptquartiers.
März 2005: Xu Wenli bekräftigte sein politisches Programm: „Die Einpartei-Diktatur abschaffen, die Frage der taiwanesischen Unabhängigkeit zur Seite legen, ein demokratisches China wiederherstellen und eine gleichberechtigte und wohlhabende Föderation aufbauen.“
Juni 2007: Xu Wenli wurde zum Vorsitzenden für das gemeinsame Hauptquartier der Chinesischen Demokratiepartei bei der ersten Repräsentantenversammlung im Ausland gewählt. Diese Versammlung ergriff Partei für drei Hauptziele, nämlich, um 1) die erste asiatische Republik zu emulieren, wie sie von den Vorläufern der Xinhai-Revolution 1911 initiiert wurde; 2) die Gründung der Zweiten Republik während der Nationalversammlung von 1946 zu ehren; und 3) eine dritte Chinesische Republik auf den Grundsätzen der Freiheit, des Wohlstandes, der Gleichheit für Menschenrechte und der konstitutionellen Demokratie aufzubauen.
März 2010: Xu Wenli initiierte den Rund-um-die-Welt-Fackellauf mit dem Titel: „In Richtung Republik. Die Fackel weitergeben. In Erinnerung an die Gründung des Landes aus der Xinhai-Revolution“. Am 4. Juni 2010 wurde die Fackel am Standort der Berliner Mauer entzündet. Die Fackel reiste die darauffolgenden drei Monate durch Europa und trug den Titel: „In Richtung Republik. Die Fackel weitergeben. Zehntausend Meilen um Europa.“ Im Januar 2011 wurde der Kessel zum 100. Jahrestag der Republik China gezündet, der sich in der Zhigong-Hall in San Francisco befindet, der Ort, an dem der Gründungsvater Sun Yat-sen in der Rebellion aufstieg.
Dezember 2010: Xu Wenlie nahm an der Nominierung von Liu Xiaobo für den Friedensnobelpreis teil.
Juni 2011: Xu Wenlie wurde bei der zweiten Repräsentantenversammlung im Ausland, wieder als Vorsitzender des Nationalen Gemeinsamen Hauptquartiers der Demokratiepartei Chinas gewählt.
Juli 2013: Im Alter von 70 Jahren, zog Xu sich von der Brown University zurück und ging in Rente. Xu zog sich freiwillig von der Position des Vorsitzenden des Gemeinsamen Hauptquartiers der Chinesischen Demokratiepartei zurück.
Mai 2014: Als Xu Wenli gefragt wurde ob er denke, dass die momentane Regierung die Situation Chinas ändern wird und Xi Jinping China Harmonie bringen wird, kritisierte er den Parteichef gegenüber der Epoch Times und sagte: „Seht es auch mal alle an, ist er dem chinesischen Volk gegenüber harmonisch? Ist er harmonisch zu den Christen? Ist er freundlich zu den Falun-Gong-Praktizierenden?“ Xu verurteilte die Führer der Kommunistischen Partei Chinas weiterhin. Er sagte, dass die kommunistischen Führer weitreichende Macht haben und große Geldsummen [illegal] kassieren würden. Sie seien weder gegenüber den Vereinigten Staaten noch ihren [Chinas] eigenen Nachbarn gegenüber freundlich gesinnt. Sie stellen sich als friedlich dar, doch hätten sie in Wirklichkeit einen bösartigen Charakter, so Xu Wenli.

## Anerkennung
Die Zeitung The New York Times nannte Xu Wenli „Chinas prominentesten politischen Gefangenen“.
Nancy Pelosi sagte: „Herr Xu ist einer der tapfersten, redegewandtesten und auch angemessensten Befürworter der Demokratie.“
Die Washington Post behauptete: „Im Kampf um die Werte, die am wichtigsten sind, sollten Herr Xu und seine Landsleute, nicht ihre Geiselnehmer, als die wahren Partner Amerikas anerkannt werden.“
BBC nannte Xu Wenli „godfather of dissent“ (den Paten des Widerspruchs).

## Veröffentlichte Werke
- Prison Letter
- My Youth and Life are to be Dedicated to My Beloved Chinese Nation
- A Theoretical Inquiry into the Rational Structure of Human Society, ISBN 978-9-8817-8045-4